# Bastien Ughetto
 (février 2025).
Pour les articles homonymes, voir Ughetto.
Bastien Ughetto, né le 14 février 1989 à Colmar, est un acteur, scénariste et réalisateur français.

## Biographie
Bien que né à Colmar, Bastien Ughetto est originaire de Barcelonnette dans les Alpes-de-Haute-Provence. Il passe son enfance à Trilport près de Meaux (collège le Bois de l'enclume) et son adolescence en Argentine (lycée Franco-Argentin Jean-Mermoz de Buenos Aires). C'est là qu’il commence à faire du théâtre.
En 2013, il fonde avec des amis rencontrés à l'EICAR Les Parasites, un collectif qui produit et distribue plusieurs courts-métrages. Parallèlement, il multiplie les rôles pour la télévision, le cinéma et le théâtre.
En 2016, il est un des vingt comédiens sélectionnés pour le prix Talents Adami au Festival de Cannes, pour Merci Monsieur Imada de Sylvain Chomet.

## Filmographie

### Cinéma

#### Longs métrages
- 2012 : Dans la maison de François Ozon : le fils Artole
- 2013 : Michael Kohlhaas d'Arnaud des Pallières : l'écuyer
- 2016 : Jeunesse de Julien Samani : Johann Leroy
- 2017 : Mme Mills, une voisine si parfaite de Sophie Marceau : Charles
- 2019 : Le Chant du loup de Antonin Baudry[3] : L'opérateur Torpille
- 2020 : Adieu les cons de Albert Dupontel[3] : Adrien
- 2020 : Forte de Katia Lewkowicz : Steph
- 2020 : Messe basse de Baptiste Drapeau : Manu
- 2022 : Un homme d'action de Javier Ruiz Caldera : Thierry
- 2022 : Les Survivants de Guillaume Renussson[3] : Grégoire
- 2022 : Habib, la grande aventure de Benoît Mariage : Habib
- 2023 : Un homme heureux de Tristan Séguéla : Pierre Leroy
- 2023 : Un coup de maître de Rémi Bezançon[3] : Alex
- 2024 : La Plateforme 2 de Galder Gaztelu-Urrutia : Robespierre[3]

#### Courts métrages

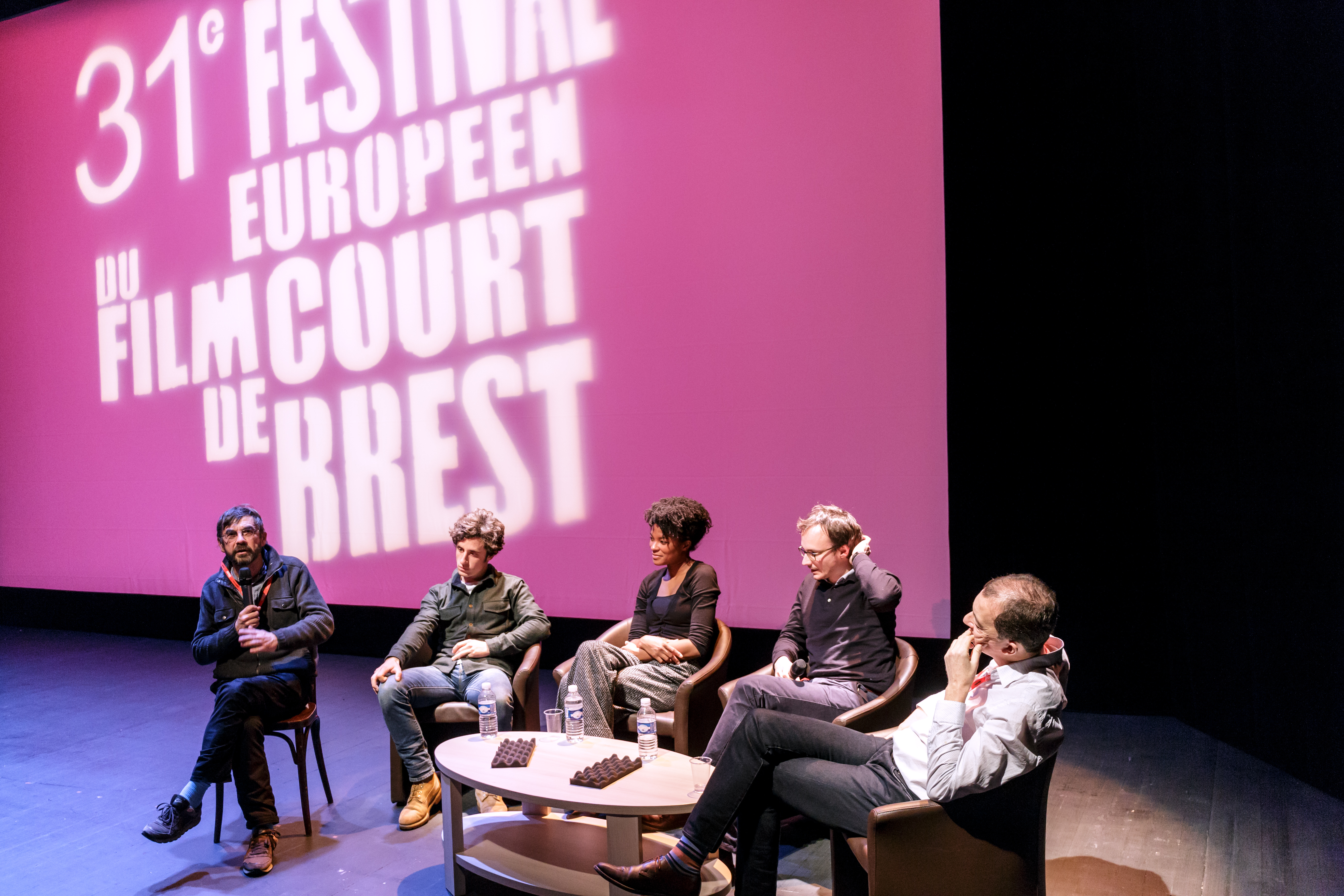
Bastien Ughetto, Armelle Abibou, François Le Gouic et Olivier Bourbeillon au Festival européen du film court de Brest le 11 novembre 2016.

##### Comme acteur
- 2010 : It sucks to be you de Thibault Terzian
- 2011 : Omega de Jules Dousset : le juif
- 2011 : Gamin de Stéphanie Noël : Lionel
- 2013 : La Pièce de Guillaume Desjardins
- 2014 : Après les cours de Guillaume Renusson : Mathias
- 2014 : Bienvenue chez vous de Guillaume Desjardins
- 2014 : Eva D. de Guillaume Desjardins
- 2014 : Symptômes d'amour de Guillaume Desjardins
- 2014 : Amour artificiel de Guillaume Desjardins
- 2014 : Ferdinand fait la vélorution de Guillaume Desjardins et lui-même : Ferdinand
- 2014 : La Légende du vieux Jacques de Guillaume Desjardins
- 2014 : Love is drone de Guillaume Desjardins et Jérémy Bernard : voix
- 2014 : Le Dernier Loup de lui-même
- 2015 : Dernier hommage d'Emeline Castaneda
- 2015 : Ferdinand cherche l'amour de Guillaume Desjardins et lui-même : Ferdinand
- 2015 : Alice de Ronan Dénécé et Jean-Baptiste Legrand : Manu
- 2015 : Crise d'empathie de Guillaume Desjardins
- 2015 : Criminels de Guillaume Desjardins et Jérémy Bernard
- 2015 : Faux contact de Guillaume Desjardins : François
- 2015 : Casting sauvage de Manuel Sorroche et Brice Mouscovali
- 2016 : Merci Monsieur Imada de Sylvain Chomet : le mime
- 2016 : Ferdinand achète un ami de Guillaume Desjardins et lui-même : Ferdinand
- 2016 : L'Emprunt de Guillaume Desjardins
- 2016 : Y de Nicolas Auzeine
- 2016 : Garçon ! d'Olivier Lallart
- 2016 : Jeu de société de Guillaume Desjardins et Jérémy Bernard
- 2016 : A l'arraché de Guillaume Desjardins
- 2018 : Surfe de Hotu : Jordan

##### Comme réalisateur
- 2010 : Don le chocolatier
- 2013 : Je suis passé par là
- 2014 : Ferdinand fait la vélorution, coréalisé avec Guillaume Desjardins
- 2014 : Le Dernier Loup
- 2015 : Ferdinand cherche l'amour, coréalisé avec Guillaume Desjardins
- 2016 : Ferdinand achète un ami, coréalisé avec Guillaume Desjardins
- 2019 : L'Effondrement, série Canal+ 8*20', coréalisé avec Guillaume Desjardins et Jérémy Bernard[3]
- 2023 : Knok, série 13e rue 6*45', épisodes 2,3, 5 et 6.

##### Comme scénariste
- 2013 : La Pièce de Guillaume Desjardins
- 2014 : Ferdinand fait la vélorution coréalisé avec Guillaume Desjardins
- 2014 : La Légende du vieux Jacques de Guillaume Desjardins
- 2014 : Le Dernier loup
- 2014 : Amour artificiel de Guillaume Desjardins
- 2014 : Eva D. de Guillaume Desjardins
- 2014 : Symptômes d'amour de Guillaume Desjardins
- 2015 : Ferdinand cherche l'amour coréalisé avec Guillaume Desjardins
- 2015 : Crise d'empathie de Guillaume Desjardins
- 2015 : Faux contact de Guillaume Desjardins : François
- 2016 : Ferdinand achète un ami coréalisé avec Guillaume Desjardins
- 2016 : L'Emprunt de Guillaume Desjardins
- 2016 : Jeu de société de Guillaume Desjardins et Jérémy Bernard
- 2016 : Mr Carotte, Lucie et le périscope de Guillaume Desjardins
- 2017 : Boucherie éthique de Guillaume Desjardins et Jérémy Bernard
- 2019 : L'Effondrement, série Canal+, coécrite avec Guillaume Desjardins et Jérémy Bernard
- 2023 : Knok, série 13e rue, coécrite avec Guillaume Duhesme et Lucie Moreau

##### Comme assistant réalisateur
- 2014 : Amour artificiel de Guillaume Desjardins
- 2015 : Faux contact de Guillaume Desjardins
- 2016 : Jeu de société de Guillaume Desjardins et Jérémy Bernard
- 2016 : Mr Carotte, Lucie et le périscope de Guillaume Desjardins
- 2016 : A l'arraché de Guillaume Desjardins
- 2017 : Le Déménagement

### Télévision

#### Téléfilms
- 2013 : Alias Caracalla d'Alain Tasma
- 2014 : Toi que j’aimais tant d'Olivier Langlois
- 2017 : Meurtres dans les Landes de Jean-Marc Therin

#### Séries télévisées
- 2015 : Soviet Beauty (Красная королева, 2 épisodes d'Alyona Semenova)
- depuis 2016 : Cocovoit de Guillaume Desjardins et Ambroise Carminati, sur Comédie+
- 2017 : Tunnel (saison 3) de Gilles Bannier
- 2019 : L'Effondrement des Parasites : Marco
- 2020 : Mongeville, épisode Mauvaise foi : Père Timothée
- 2021 : OVNI(s) (saison 2) d'Anthony Cordier
- 2022 : Paris Police 1900 (saison 2) de Julien Despaux
- 2023 : Knok, série 13e rue.
- 2024 : La vida breve, série Movistar+ de Cristobal Garrido et Adolfo Valor
- 2024 : Zonz, série Slash Tv de Marine Colomies et Marine Maugrain-Legagneur
- 2024 : Los sin nombre, série Movistar+ de Pau Freixas

### Web séries
- 2015 : Marius, les podcasts de l'angoisse d'Ambroise Carminati
- 2016 : Le Département de Benjamin Busnel et Mathias Girbig : Eliott
- 2017 : Cocovoit d'Ambroise Carminati
- 2018 : Preview d'Emilien Paron : Romain
- 2019 : Abonne-toi de Guillaume Cremonese (Yes vous aime) : lui-même

### Série audio
- 2017 : Calls (saison 1, épisode 5) de Timothée Hochet[4]

## Théâtre

### Comme comédien
- 2007 : Macbett d'Eugène Ionesco, mise en scène Olivier Spony
- 2010 : Méchant Molière de Xavier Jaillard, mise en scène Mihaï Tarna, Théâtre Traversière (Paris)
- 2010 : Une demande en mariage d'Anton Tchekhov, mise en scène Mihaï Tarna, Théâtre du petit Hébertot
- 2011 : L'Étoile sans nom de Mihail Sebastian, mise en scène Mihaï Tarna, Théâtre du Petit-Saint-Martin
- 2015 : Orphans de Lyle Kessler, mise en scène Sylvy Ferrus, Théâtre Essaïon (Paris)[5][source insuffisante] et au Kiasma (Castelnau-le-Lez)
- 2017 : La Reine Margot, mise en scène Hugo Bardin, Théâtre 13

### Comme metteur en scène
- 2015 : La Furie des Nantis d'Edward Bond, pièce interprétée par les étudiants en Actorat de l'EICAR, Théâtre Le grand point-virgule (Paris)

## Distinctions

### Récompenses
- Hollywood Filmapalooza 48h Film Fest (Californie)2014 : meilleur acteur pour Symptômes d'amour
- Mobile Film Festival 2015 : Prix d'interprétation masculine pour Criminels

### Nominations
- Festival de Cannes 2016 : Prix Talents Adami pour Merci Monsieur Imada
- Césars 2021 : présélection des révélations pour Adieu les cons[6]